# C'è... un fantasma tra noi due
C'è... un fantasma tra noi due (Kiss Me Goodbye) è un film del 1982 diretto da Robert Mulligan, interpretato da James Caan, Sally Field, e Jeff Bridges. Si tratta del remake hollywoodiano di Donna Flor e i suoi due mariti, grande successo del cinema brasiliano diretto da Bruno Barreto. Quest'ultimo collaborò al film di Robert Mulligan come sceneggiatore.

## Trama
Dopo qualche anno dalla morte del marito Jolly, avvenuta per una rovinosa caduta dalla scala, Kay Villano sta per risposarsi con Rupert Boines, un giovane egittologo. Decisa a sistemarsi nella sua casa di un tempo, mentre fervono i lavori di restauro, Kay vi vede all'improvviso il fantasma del marito Jolly, più gaio ed impetuoso che mai. L'apparizione la sconvolge: già l'idea di rioccupare quella casa era parsa assai bizzarra alla madre di Kay (sempre sensibile all'affascinante immagine di quel genero) e ad Emily, una sua cara amica ed ora, per di più, il defunto comincia ad apparirle qua o là ad insinuarle seri dubbi sul suo amore per il fidanzato. A Kay si impone una scelta: è sicura che non farà continui ed imbarazzanti confronti? Che ne sarà della sua nuova vita matrimoniale? In effetti, il fantasma è sempre tra i piedi, anche se non visto dagli altri.
Kay si confida con Rupert e lo sbigottito fidanzato, dapprima incredulo, deve prendere atto della presenza dell'altro, che tenta di scacciare ingaggiando perfino un esorcista. Ad un certo punto, tuttavia, sia Emily, che lo stesso fantasma aprono gli occhi a Kay: l'amica rivelandole che il defunto non si risparmiava avventure femminili, specie durante le sue "tournée" di coreografo e che, anzi, lei stessa ne era stata per un po' di tempo l'amante, e lo stesso Jolly confermandole il tutto con la sua abituale superficialità. Liberatasi così da un modello troppo a lungo idealizzato, Kay può sposare il tenace egittologo, che proprio alla vigilia delle nozze scivolerà sulla stessa scala da cui cadde il suo predecessore. Ma Rupert la scampa e Kay avrà un marito nuovo ed un fantasma di meno.